# Das Dschungelbuch

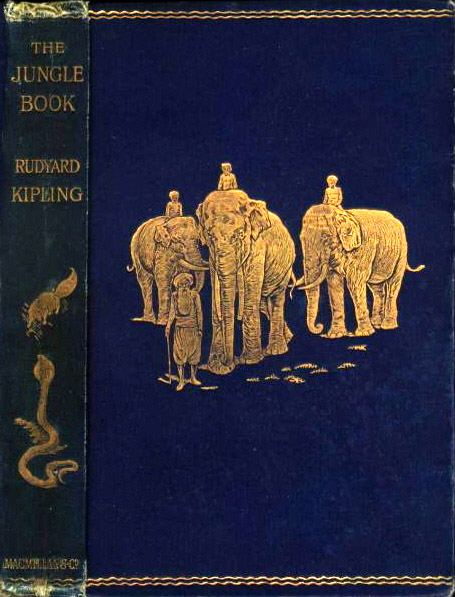
Einband der Erstausgabe
London Macmillan 1894

Das Dschungelbuch (englischer Originaltitel The Jungle Book) ist eine Sammlung von Erzählungen und Gedichten des britischen Autors Rudyard Kipling. Der erste Band erschien 1894, der zweite 1895 unter dem Titel The Second Jungle Book („Das zweite Dschungelbuch“); seither werden die Erzählungen der beiden Bände meistens gemeinsam publiziert, oft als The Jungle Books („Die Dschungelbücher“).
Die bekanntesten Erzählungen darin handeln von Mowgli (in verschiedenen Übersetzungen auch Maugli oder Mogli geschrieben), einem Findelkind, das bei Tieren im indischen Dschungel aufwächst. Die Geschichten über Mowgli stehen dem Genre des Entwicklungsromans nahe, da sie Mowglis Erwachsenwerden und Bewusstwerdung vom verspielten Kind bis hin zum Herrn über die Tierwelt aufzeigen. Mowgli muss lernen, dass die Naturgesetze hart sind und ein hohes Maß von Verantwortung fordern. Im Kampf mit den Kräften der Natur, mit den Tieren und mit den Menschen reift das Kind zum selbstbewussten Jugendlichen. Trotz mancherlei kritischer Betrachtungen – man erkennt in der Darstellung der Figuren und der Betonung des Gesetzes des Dschungels Kiplings positive Stellung zum Kolonialismus – ist die Bedeutung des Dschungelbuchs für die spätere literarische Entwicklung sowie seine Stellung als eines der bekanntesten und erfolgreichsten Jugendbücher der Welt kaum zu überschätzen.

## Inhalt
Das Dschungelbuch umfasst im Original sieben Erzählungen, denen jeweils ein kurzer Liedtext vorangestellt ist und ein etwas längerer mit eigener Überschrift folgt. Die ersten drei Erzählungen schildern die Geschichte von Mowgli, während die übrigen Erzählungen meist einzelne Tiere als Hauptdarsteller haben und in keinem Zusammenhang mit den Mowgli-Erzählungen stehen. (Die folgenden Absätze verwenden die englischen Originalnamen.)

### Kapitel 1. Mowglis Brüder(Mowgli’s Brothers)
Liedtext Jagdgesang des Seoni-Rudels (Hunting-Song of the Seeonee Pack)
Ein kleiner indischer Junge wird durch den Überfall des lahmen Tigers Shere Khan (Schir Khan) auf seine Eltern von ihnen getrennt. Im Dschungel von Seoni stößt er in der Nähe des Wainganga-Flusses auf eine Wolfsfamilie, die ihn unter Leitung der Wölfin Raksha (Rakscha) zusammen mit ihrem eigenen Wurf aufzieht. Die Wölfe nennen ihn „Mowgli“ (‚Frosch‘) und er erlernt nach und nach alle Fertigkeiten, die er zum Überleben im Dschungel benötigt. Nach einiger Zeit wird er wie alle Wolfskinder dem Rudel präsentiert, um begutachtet und akzeptiert zu werden. Auf die Fürsprache des Bären Baloo (Balu), des „Lehrers der Gesetze“, und des schwarzen Panthers Bagheera wird er ins Rudel aufgenommen. Da der Leitwolf Akela aber schon alt und schwach ist, gelingt es Shere Khan, der unablässig sein Recht an dem Jungen fordert, immer mehr Wölfe auf seine Seite zu bringen, bis das führer- und disziplinlose Rudel nach Jahren Mowgli verstößt. Vorgewarnt und mit der Waffe des Feuers versehen, das alle Tiere fürchten, kann er verhindern, dass die Wölfe und Shere Khan ihn angreifen. Da man ihm eindrücklich klargemacht hat, dass er ein Mensch ist, verlässt Mowgli den Dschungel und geht zu den Menschen zurück.

### Kapitel 2. Der Hungertanz der Schlange Kaa(Kaa’s Hunting)
Liedtext Wanderlied der Bandar-Log (Road Song of the Bandar-Log)
In verschiedenen Übersetzungen auch mit Kaas Jagdtanz überschrieben. Die zweite Erzählung über Mowgli liegt zeitlich zwischen den Ereignissen der ersten Geschichte. Mowglis Freunde Baloo und Bagheera haben ihn gelehrt, wie er in Gefahr die verschiedenen Tiere des Dschungels rufen kann, und ihm das Gesetz des Dschungels beigebracht. Als Mowgli von den gesetzlosen und den von den anderen Tieren verachteten Affen Bandar-Log entführt wird, kann er seine erworbenen Fertigkeiten erproben. Baloo und Bagheera kommen ihm zu Hilfe, können aber nur durch die Unterstützung des Pythons Kaa etwas ausrichten.

### Kapitel 3. Tiger! Tiger!(Tiger! Tiger!)
Liedtext Mowglis Gesang (Mowgli’s Song)
In der dritten Erzählung wird berichtet, wie Mowgli im Anschluss an die erste Erzählung zu den Menschen kommt und erst mühsam erlernen muss, sich zu verständigen und den Menschen gemäß zu handeln. Er wird Hirte und beaufsichtigt die Büffel des Dorfes. Seine Wolfsbrüder warnen Mowgli, dass Shere Khan, der Tiger, ihm wieder nachstellt. Da benutzt Mowgli die Büffel, um Shere Khan in die Enge zu treiben, und lässt ihn von den Büffeln niedertrampeln. Doch nach seinem Triumph über den Erzfeind werden ihm von den Menschen Hexenkünste angedichtet, und er wird aus dem Dorf vertrieben. Mowgli kehrt in den Dschungel zurück, um mit seinen Wolfsbrüdern zu leben, mit denen er in Rakschas Wurf aufgewachsen ist.

### Kapitel 4. Die Weiße Robbe(The White Seal)
Liedtext Lukannon (Lukannon)
In keinem Zusammenhang mit den anderen Erzählungen des Buches steht die Geschichte von Kotick, einer kleinen weißen Robbe auf der Sankt-Paul-Insel im nördlichen Pazifik (der Liedtitel bezieht sich auf die Lukanin-Bucht an der Ostküste dieser Insel). Als Kotick mit seinen Altersgenossen zusammen spielt, kommen Robbenfänger und treiben die Robben an einen abseits gelegenen Ort, wo sie sie niedermachen. Nur Kotick wird wegen seines weißen Felles aus Aberglauben verschont. Entsetzt versucht Kotick, das von ihm Gesehene den anderen Robben zur Kenntnis zu bringen. Doch noch keine andere Robbe hat die Schlächterei mit eigenen Augen gesehen, und träge und teilnahmslos schenken sie ihm keine Beachtung. Verzweifelt versucht Kotick in den folgenden Jahren, in denen er heranwächst, einen Ausweg aus dem alljährlichen Sterben der Robben zu finden. Endlich gelangt er zu dem Volk der Seekühe, die ihm einen verborgenen Ort zeigen, der noch nie von Menschen betreten worden ist und paradiesische Verhältnisse für Robben bietet. Er kehrt zurück, besiegt im Kampf die stärksten Robben, die ihm für den Fall des Sieges versprechen mussten, ihm zu folgen, und führt sein Volk in das neue Land, in dem es sicher leben kann.

### Kapitel 5. Rikki-Tikki-Tavi(Rikki-Tikki-Tavi)
Liedtext Darzees Preislied (Darzee’s Chaunt, in manchen Ausgaben auch Darzee’s Chant), gesungen zu Ehren von Rikki-Tikki-Tavi.
Rikki-Tikki-Tavi ist ein kleiner Mungo, der in den Garten einer weißen Familie in Indien verschlagen wird. Zutraulich wird er dort heimisch und rettet tapfer die Familie mehrmals vor gefährlichen Schlangenangriffen, einmal vor dem eines Krait und zweimal vor großen Brillenschlangen.

### Kapitel 6. Toomai von den Elefanten(Toomai of the Elephants)
Liedtext  Shiv und der Heuschreck (Shiv and the Grasshopper)
Toomai ist ein zehnjähriger Junge, der seinen Vater, Mahut in dritter Generation, in den Garo-Hügeln (Meghalaya) begleitet, um Elefanten zu fangen und abzurichten. Toomai verhält sich sehr tapfer und unerschrocken, und sein größter Wunsch ist es, Elefantenfänger zu werden. Doch man sagt ihm, dass er erst dann Fänger werden könne, wenn er den Tanz der Elefanten gesehen habe. Da noch niemand diesen Tanz gesehen hat, bedeutet dies, dass er niemals Elefantenfänger werden könne. Doch eines Nachts reitet er auf Kala Nag („Schwarze Schlange“), dem Elefanten seines Vaters, in den Dschungel und wird dort Zeuge dieses außergewöhnlichen Ereignisses.

### Kapitel 7. Dienst Ihrer Majestät(Her Majesty’s Servants,in der ersten AusgabeServants of the Queen)
Liedtext Paradelied der Lagertiere (Parade-Song of the Camp Animals)
In der Nacht vor einer Militärparade belauscht ein Soldat die sprechenden Tiere.

## Sprachliches
Das Dschungelbuch ist im Original in archaisierendem Englisch verfasst. Beispiel: Dost thou not remember the day when I gave thee thy new shoes. Die Tiere ebenso wie die Menschen drücken sich in den Dialogen altertümlich und damit sprachlich oft anspruchsvoll aus. Es gibt aber auch Übertragungen in modernes Englisch, die das Werk für moderne Leser leichter lesbar machen. Der genannte Satz lautet dann etwa Do you not remember the day when I gave you your new shoes?.
Die Namen einiger Charaktere entsprechen den Bezeichnungen ihrer jeweiligen Spezies in Hindi. Zum Beispiel kommt der Name Baloo (Balu) vom Hindi-Wort भालू (Bhalu) für Bär. Hathi (हाथी) heißt „Elefant“. Shere Khan (Schir Khan) setzt sich aus dem Hindi-Wort शेर (sher) für Tiger und dem Herrschertitel Khan zusammen.
Der Name des schwarzen Panthers, Bagheera, ist abgeleitet vom Kannada-Wort für „zusammen“.
Hingegen wird im Buch behauptet, Mowgli würde „kleiner Frosch“ bedeuten, das trifft jedoch für keine bekannte Sprache zu.
Allerdings fällt die phonologische Nähe zum Wort Magalu, sprich „Magglu“ der südindischen Sprache Kannada auf, was Tochter bedeutet.
Der Name des Mädchens Shanthi, das Mowgli in der Folgegeschichte wieder zurück in die Welt der Menschen führt, bedeutet in Hindi „Ruhe“.
Nach der Aussage Kiplings soll die erste Silbe des Namens „Mowgli“ so gesprochen werden, dass sie sich mit „cow“ reimt (also maʊ), und nicht mit dem englischen Wort „mow“ (moʊ). In deutschen Übersetzungen finden sich die Schreibweisen Maugli oder Mogli, wobei erstere der von Kipling intendierten Aussprache entspricht.
Robert Baden-Powell, der Begründer der Pfadfinderbewegung, verwendete Das Dschungelbuch zur Inspiration und Ausbildung der jüngsten Altersstufe. Die Pfadfinderbegriffe Wolf Cub (deutsch: Wölfling), pack (deutsch: Rudel oder Meute), Law of the Pack, grand howl und den leiten sich direkt aus dem Dschungelbuch ab. Der Gruppenleiter nennt sich in Anlehnung an den Leitwolf oft Akela, weitere Gruppenhelfer werden oft Baghira, Balu oder Hathi genannt.

## Verfilmungen
Die Geschichten, die sich auf Mowgli konzentrieren, wurden unter dem Namen Das Dschungelbuch mehrmals verfilmt. Während die Realverfilmungen eher auf jugendliche Zuschauer zielen, handelt es sich bei den Zeichentrickfassungen um Kinderfilme.
- 1942: Das Dschungelbuch (1942) – Die erste Realverfilmung stammt von Zoltan Korda, mit dem indischen Kinderstar Sabu.
- 1966–1971: Maugli (russisch Маугли) – eine Serie von 5 Zeichentrickfilmen des Regisseurs Roman Dawydow (Sowjetunion), die genaueste Zeichentrick-Verfilmung des Stoffes. Im Gegensatz zur Version von Walt Disney hält sich diese Verfilmung genau an die Vorlage von Kipling und verzichtet auf Verniedlichungen.
- 1967: Das Dschungelbuch (1967) – Die bekannteste Zeichentrick-Version des Stoffes ist sicher Das Dschungelbuch von Walt Disney unter der Regie von Wolfgang Reitherman. Dabei handelt es sich allerdings nicht um eine Verfilmung des Buchs, sondern einzelne Motive des Buchs werden zu einer komplett neuen Geschichte verarbeitet. Nur Kapitel 1 und 2 aus dem Buch lehnen sich vom Inhalt am meisten an den Film an. (Im Vorspann des Films steht denn auch Inspired by the Rudyard Kipling ‘Mowgly’ Stories.)
- 1976: Das Dschungelbuch (1976) – diese Zeichentrickverfilmung basiert erneut auf der Originalvorlage. Shir-Khan wird in dieser Version als weißer Tiger dargestellt.
- 1994: Das Dschungelbuch (1994) – Eine weitere Realverfilmung drehte Stephen Sommers 1994 mit Jason Scott Lee als Mowgli. Weitere Darsteller sind Cary Elwes, Sam Neill und John Cleese.
- 2003 entstand mit Das Dschungelbuch 2 eine Fortsetzung des Disney-Trickfilms von 1967. Der Film basiert jedoch nicht auf der Geschichtensammlung Das zweite Dschungelbuch von Rudyard Kipling. Die Geschichte handelt von Mogli, der sich auf den Weg in den Dschungel macht, um seine alten Freunde wiederzutreffen.
- 2016 kam die Realfilm-Verfilmung The Jungle Book in die Kinos, bei der Jon Favreau Regie führte.
- Im Dezember 2018 erschien der Film Mogli: Legende des Dschungels bei Netflix.[4] Regie führte Andy Serkis. Im Vergleich zu seinem Vorgänger The Jungle Book, der sich mehr an der Vorlage des Disney Zeichentrickfilms hält, orientiert sich diese Verfilmung mehr an der Romanvorlage.

1937 entstand zur Erzählung Toomai von den Elefanten der Film Elefanten-Boy. Regie führten Robert J. Flaherty und Zoltan Korda; die Hauptrolle spielte Sabu, der fünf Jahre später als Mowgli, wieder unter der Regie von Korda, in der ersten Dschungelbuchverfilmung mitwirkte.
1970 wurde die 26-teilige Fernsehserie Elefanten-Boy, später wiederveröffentlicht als Elefantenjunge, auf Sri Lanka mit Esram Jayasinghe in der Titelrolle gedreht, die ab 1971 ausgestrahlt wurde. Die Serie basiert auf Figuren der Erzählung Toomai von den Elefanten; eine inhaltliche Übereinstimmung zur Kurzgeschichte existiert nicht.
1975 wurde die Erzählung Rikki-Tikki-Tavi als kurzer Zeichentrickfilm unter Regie von Chuck Jones verfilmt.
1989 produzierte Nippon Animation die 52-teilige Anime-Serie Das Dschungelbuch – Die Serie (ジャングルブック　少年モーグリ Janguru Bukku Shōnen Mōguri bzw. Jungle Book Shōnen Mowgli). Inhaltlich bewegt sie sich zwischen den ursprünglichen Geschichten und der Disney-Verfilmung. Basierend auf der Serie produzierte die UFA 1993 in Kooperation mit Nippon Animation Co. Ltd. einen Film, der die Handlung auf 90 Minuten gekürzt wiedergibt.
2004 hatte DreamWorks Animation eine Verfilmung der Kurzgeschichte Die weiße Robbe angedacht, wozu der US-amerikanische Komponist Eric Whitacre im Auftrag von DreamWorks das Eingangsgedicht The Seal Lullaby vertonte. Einige Wochen später wurde dieses Projekt fallengelassen und stattdessen Kung Fu Panda weiterverfolgt.
Ab 2010 entstand die indisch-britische 3D-Animationsserie Das Dschungelbuch.

## Musicals / Bühnenfassungen
Die Geschichte rund um Mogli wurde in verschiedenen Dschungelbuch-Fassungen auf die Bühne gebracht:
- 1994: Das Dschungelbuch
Musik und Text von Robert Persché.
- 2002: Das Dschungelbuch Musical
Musical von Konstantin Wecker (Musik) und Christian Berg (Text). Die Uraufführung fand 2002 am Sommertheater Cuxhaven statt.[6]
- 2004: Das Mannheimer Dschungelbuch
Bühnenadaption von Georg Veit mit Musik von Xavier Naidoo, Michael Herberger, Rolf Stahlhofen, Dieter Scheithe, Rainer Dettling, Frank Schäffer und Paul Schütt. Das Musical wird regelmäßig im  Mannheimer Capitol aufgeführt.[7]
- 2007: Das Dschungelbuch – ein Kindermusical
Theaterfassung von Bühnenautor Ralf Israel und Musik von Bernd Stallmann und Gerhard Grote.[8]
- 2011: Das Dschungelbuch
Drehbuch- und Theaterautor Christoph Busche schrieb eine Theaterfassung des Dschungelbuchs mit neuen Liedern, die am 6. November 2011 am Salzburger Landestheater uraufgeführt wurde.[9]
- 2013: Dschungelbuch – Das Musical
Produktion des Theater Liberi. Die Musik stammt von den Musikern Hans Christian Becker und Christoph Kloppenburg, der Text von Helge Fedder. Das Stück wird regelmäßig im deutschsprachigen Raum aufgeführt.[10]
- 2014: Dschungelbuch – Das Musical
Musical-Abenteuer für die ganze Familie von Markus Weber (Buch, Songtexte) mit Musik von Michael Summ.[11]
- 2014: Das Dschungelbuch – das Familienmusical
Timo Riegelsberger (Musik, Songtexte und Buch) verfasste das Musical für das Theater Lichtermeer. Das Stück wird regelmäßig im Admiralspalast in Berlin aufgeführt.[12]
- 2018: Das Dschungelbuch
Familienmusical von Paul Graham Brown (Musik) und Birgit Simmler (Liedtexte). Uraufführung 5. Juni 2018, Luisenburg-Festspiele, Wunsiedel

## Hörspiele
- 1962: Das Dschungelbuch. Produzent: SWF. Bearbeitung: Herbert Hennies; Komposition: Gert Zeumer; Regie: Lothar Schluck. Sprecher u. a.: Hans Schäffer, Ludwig Haas, Heinz Rabe, Kurt Ebbinghaus, Josef Meinertzhagen und Dieter Eppler.
- 2007: Das Dschungelbuch. Produzent: WDR. Bearbeitung: Karlheinz Koinegg; Komposition: Wim Wollner; Regie: Frank-Erich Hübner. Sprecher u. a.: Regina Lemnitz, Luca Kämmer, Traugott Buhre, Christian Redl, Jens Wachholz und Tanja Haller.
  - Auszeichnung: Hörspiel-Award 2007 (Kategorie „Bestes Radio-Hörspiel“, 1. Platz)

## Hörbücher (Auswahl)
- 2008: Rudyard Kipling: Die Dschungelbücher. Dt. von Gisbert Haefs, Hörbuch, gelesen von Martin Baltscheit, Hörcompany, Hamburg, 8 CD, 540 Minuten ISBN 978-3-939375-42-5.
- 2010: Rudyard Kipling: Das Dschungelbuch. Gelesen von Stefan Kaminski (Audible exklusiv)
- 2012: Rudyard Kipling: Das Dschungelbuch. Bearbeitet von Michael Schulte, gelesen von Anke Engelke. Kostenloses Hörbuch auf Ohrka.de.
- 2016: Rudyard Kipling: Das Dschungelbuch. Hörbuch gelesen von Joachim Kaps, Oetinger Media, ISBN 978-3-8373-0941-6.
- 2021: Rudyard Kipling: Das Dschungelbuch. Hörbuch gelesen von Christian Brückner, Argon Verlag, ISBN 978-3-8398-4995-8.
- 2021: Rudyard Kipling: Das Dschungelbuch. Hörbuch gelesen von Dietmar Bär, Random House Audio, ISBN 978-3-8371-5738-3.

## Ausgaben
Das Buch ist in unterschiedlichen Übersetzungen als Das Dschungelbuch bzw. mit abweichendem Titel (angegeben) erschienen.
- Im Dschungel. Dt. von Curt Abel-Musgrave. Fehsenfeld, Freiburg im Breisgau, o. J. (1898?). (deutsche Erstausgabe) (Anaconda Verlag, Köln 2015, ISBN 978-3-7306-0281-2)
- Dt. von Dagobert von Mikusch. Schweizer Druck- und Verlagshaus, Zürich 1948. (cbj Verlag, München 2007, ISBN 978-3-570-13296-8.)
- Das neue Dschungelbuch. Dt. von Dagobert von Mikusch. Paul List Verlag, München 1971. (Suhrkamp, Frankfurt am Main 1996, ISBN 3-518-22220-1)
- Die Dschungelbücher. Dt. von Gisbert Haefs, Haffmans, Zürich 1987, ISBN 3-251-20048-8. (illustriert von Martin Baltscheit. Boje Verlag, Köln 2008, ISBN 978-3-414-82166-9.)
- Dt. von Sybil Gräfin Schönfeldt. Bertelsmann, München 1992, ISBN 3-570-01797-4. (Bassermann, München 2011, ISBN 978-3-8094-2926-5.)
- Dt. von Erika Engelmann. Reclam, Stuttgart 1993, ISBN 3-15-003459-0. (Reclam, Ditzingen 2018, ISBN 978-3-15-003459-0.)
- Dt. von Peter Torberg. S. Fischer Verlag, Frankfurt am Main 1995, ISBN 3-596-12846-3. (S. Fischer Verlag, Frankfurt am Main 2016, ISBN 978-3-7335-0283-6.)
- Das Zweite Dschungelbuch. Dt. von Peter Torberg. S. Fischer Verlag, Frankfurt am Main 1996, ISBN 3-596-12928-1.
- Dt. von Wolf Harranth, illustriert von Peter Gut. Dressler, Hamburg 2004, ISBN 3-7915-3605-2. (Dressler, Hamburg 2018, ISBN 978-3-7915-0092-8)
- Dt. von Hans-Georg Noack, illustriert von Milada Krautmann. Arena, Würzburg 2005, ISBN 3-401-05834-7. (Arena, Würzburg 2011, ISBN 978-3-401-06152-8.)
- Das Dschungelbuch 1 & 2. Dt. von Andreas Nohl, illustriert von Sarah Winter. Steidl, Göttingen 2016, ISBN 978-3-95829-049-5. (dtv, München 2018, ISBN 978-3-423-14644-9)
- Das Dschungelbuch 1 & 2. Dt. von Andreas Nohl, illustriert von Paloma Tarrío Alves. Steidl, Göttingen 2022. ISBN 978-3-96999-112-1.